# Octahedron (альбом)
Octahedron — пятый полноформатный студийный альбом американской Прогрессивный рок группы The Mars Volta, выпущенный 23 июня 2009 года. Альбом был выпущен Warner Bros. Records в Северной Америке и Mercury Records по всему миру. Это последний студийный альбом с участием барабанщика Томаса Приджена и гитариста Джона Фрушанте и первый, в котором не участвовал клавишник Исайа «Айки» Оуэнс.
Что касается релиза, вокалист Седрик Бикслер-Завала заявляет, что группа хотела сделать противоположность всем нашим записям.
Все это время мы угрожали людям, что сделаем поп-альбом, а теперь он у нас есть.
Он дебютировал под номером 12 в чарте 200 альбомов Billboard с продажами 29 980 за первую неделю после выпуска. По состоянию на март 2012 года в США было продано 84 000 копий.

### Разработка
Омар Родригес-Лопес начал работать над «Octahedron» в 2007 году одновременно с «The Bedlam in Goliath», в своей типичной манере работать над двумя или тремя проектами одновременно.  Тем не менее, поскольку «Бедлам» превратился в «кошмар записи», Омар не смог поддерживать оба проекта и сосредоточил свое внимание на «Бедламе».
В октябре 2007 года в Интернет просочился 30-секундный отрывок из новой песни, изначально предположительно взятой из грядущего «The Bedlam in Goliath». Позже песня (неофициально названная фанатами "Beneath the Eyelids") была исполнена группой вживую на новогоднем шоу в Сан-Франциско в конце акустического сета, представленного Седриком как «песня, над которой мы работали, но она еще не вышла». Песня в конечном итоге попала на Octahedron под названием «Since We’ve Been Wrong».
Омар обсуждал следующий альбом группы (тогда еще без названия) еще в январе 2008 года, в месяц, когда был выпущен «The Bedlam in Goliath», заявив: «Я считаю, что это наш акустический альбом».  Седрик также назвал альбом «акустическим» и «мягким», но заявил: «Мы знаем, как люди могут быть настолько прямолинейными в своем образе мышления, поэтому, когда они услышат новый альбом, они скажут:  "Это не акустический альбом! В нем электричество!" Но это наша версия. Это то, что делает наша группа — прославляет мутации. Это наша версия того, что мы считаем акустическим альбомом». Что касается их ухода, перкуссионист/клавишник Марсель Родригез-Лопес отметил: «Как будто у нас появилась совершенно новая группа. На двоих меньше участников — нам нужно играть по-другому».
Песня «Teflon» основана на сольном произведении Родригеса-Лопеса «A Story Teeth Rotted For», записанном ещё в 2001 году и выпущенном на альбоме «Absence Makes the Heart Grow Fungus» в сентябре 2008 года.
Вскоре после выпуска альбома Родригез-Лопес намекнул, что «Octahedron» станет последним альбомом, который он записывает, со своим типичным менталитетом «пистолета в лицо», когда он будет давать музыкантам их партии, не давая им никакого представления о том, как это сделать. Они вписываются в большую песню. Однако он решил продолжить эту технику для следующего альбома группы, Noctourniquet, заявив, что это будет последний альбом, который он запишет таким образом. .